# Worlds Collide (2025)
Worlds Collide (2025) foi um evento e supercard de luta livre profissional co-produzido pela WWE e pela Lucha Libre AAA Worldwide. Foi o quarto Worlds Collide e ocorreu no sábado, 7 de junho de 2025, no Kia Forum, em Inglewood, Califórnia. Além de contar com lutadores das marcas Raw, SmackDown e NXT da WWE, o evento também contou com lutadores da AAA, que foi adquirida pela WWE em abril de 2025. O evento também contou com a participação de lutadores da Total Nonstop Action Wrestling (TNA), uma promoção parceira tanto da WWE quanto da AAA, como Octagón Jr. e Laredo Kid.
Este foi o primeiro evento Worlds Collide realizado desde 2022 e o primeiro a ser co-produzido por diferentes promoções. Foi realizado como parte do fim de semana do Money in the Bank de 2025, no mesmo dia do evento, com um horário de início especial às 15h00, no horário de verão do leste (Eastern Time). Ele foi transmitido pelo canal oficial da WWE no YouTube, com comentários em inglês e espanhol.
Cinco lutas foram disputadas no evento. No evento principal, El Hijo del Vikingo derrotou Chad Gable para reter o Mega Campeonato da AAA. Em outras lutas importantes, Ethan Page derrotou Je'Von Evans, Laredo Kid e Rey Fénix em uma luta fatal four-way para reter o Campeonato Norte-Americano do NXT, e Stephanie Vaquer e Lola Vice derrotaram Chik Tormenta e Dalys.

## Produção

### Introdução

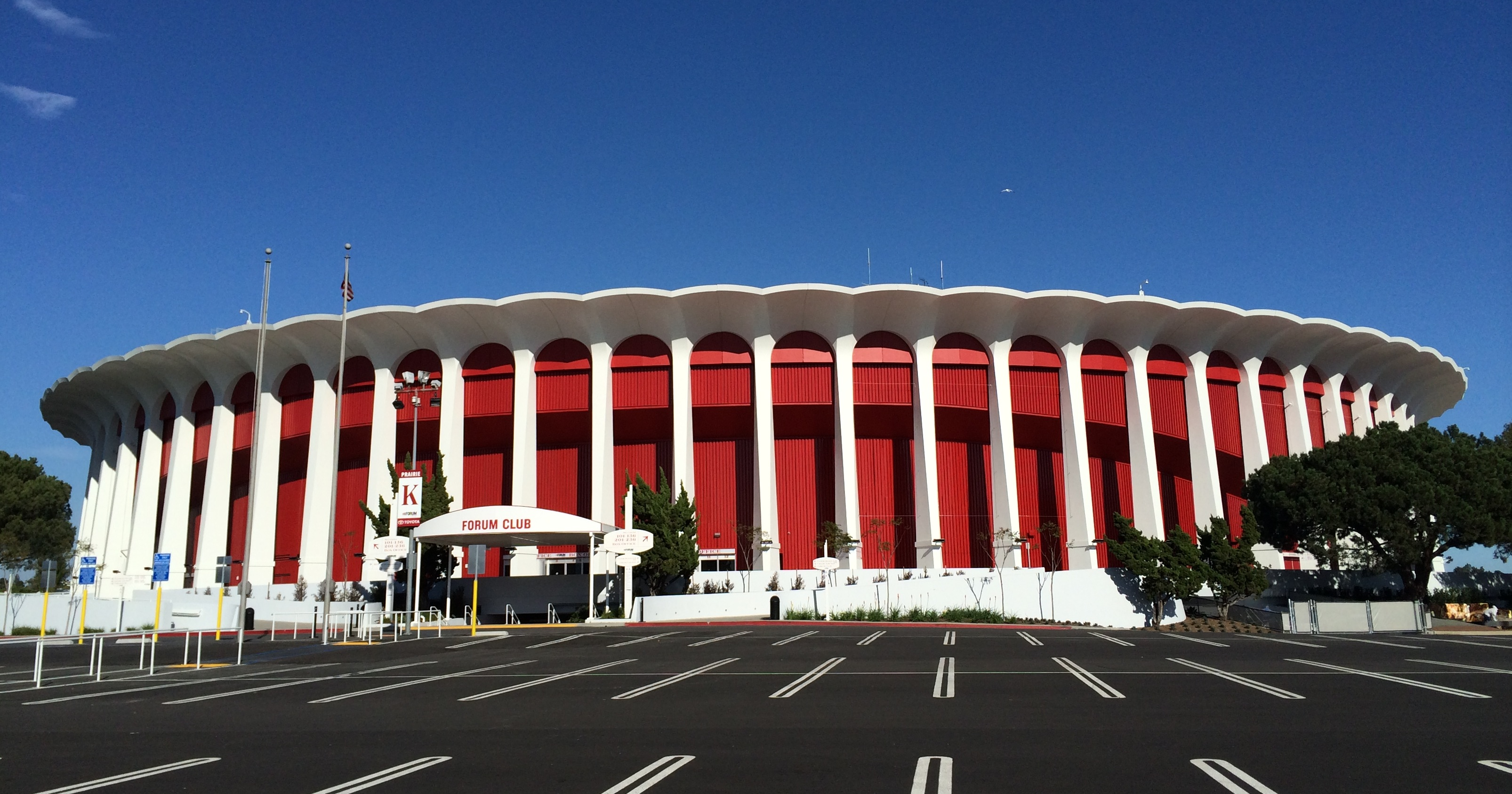
O evento foi realizado no Kia Forum em Inglewood, Califórnia.

Worlds Collide é uma série de shows de luta livre profissional que começou em 26 de janeiro de 2019, quando a WWE realizou um torneio intermarca apresentando lutadores do NXT, da extinta NXT UK e da 205 Live. Em 19 de abril de 2025, a WWE anunciou que o quarto evento Worlds Collide seria realizado no sábado, 7 de junho de 2025, no Kia Forum, em Inglewood, Califórnia, em colaboração com a promoção mexicana de lucha libre AAA. No mesmo dia, durante o programa Countdown to WrestleMania 41 Saturday, a WWE anunciou que havia adquirido a AAA.
O Worlds Collide 2025 foi realizado como parte do fim de semana do Money in the Bank de 2025, no mesmo dia do evento, que acontecerá no Intuit Dome. Assim, o Worlds Collide teve um horário de início especial às 15h00, no horário de verão do leste (Eastern Time). O evento foi transmitido ao vivo de graça no canal oficial da WWE no YouTube, com comentários em inglês e espanhol. Além de lutadores do NXT e AAA, o show também contou com lutadores das marcas principais da WWE, Raw e SmackDown. Houve também a participação de lutadores da promoção parceira da WWE e AAA, a Total Nonstop Action Wrestling (TNA).

### Histórias
| Papel:                    | Nome:               |
| ------------------------- | ------------------- |
| Comentaristas em inglês   | Corey Graves        |
| Comentaristas em inglês   | Konnan              |
| Comentaristas em espanhol | Marcelo Rodríguez   |
| Comentaristas em espanhol | José Manuel Guillén |
| Comentarista em português | Roberto Figueroa    |
| Anunciadora de ringue     | Lilian Garcia       |
| Entrevistadores           | Vero Rodríguez      |
| Entrevistadores           | Chuey Martinez      |

O evento incluiu lutas que resultaram de histórias com script, onde os lutadores retrataram heróis, vilões ou personagens menos distinguíveis em eventos que criaram tensão e culminaram em uma luta ou série de lutas, com resultados predeterminados pelos escritores da WWE para a marca NXT, enquanto as histórias foram desenvolvidas no programa de televisão semanal da WWE, o NXT e nos eventos da AAA.
Nos últimos meses, houve dissensão entre Berto, do Legado del Fantasma, e o líder do grupo, Santos Escobar, com Angel tentando manter a paz. No episódio de 23 de maio do SmackDown, na tentativa de resolver seus problemas, Escobar anunciou que o Legado del Fantasma se juntaria no Worlds Collide, sendo posteriormente anunciado que eles enfrentariam o time da AAA, composto por El Hijo de Dr. Wagner Jr., Pagano e Psycho Clown, em uma luta de trios.
No Battleground, a gerente geral do NXT, Ava, anunciou que o vencedor da luta pelo Campeonato Norte-Americano do NXT no episódio de 27 de maio do NXT, entre o campeão Ricky Saints e Ethan Page, defenderia o título no Worlds Collide. Lá, Page conquistou o campeonato, e mais tarde naquela noite, durante a celebração de Page, ele foi interrompido por Je'Von Evans, Laredo Kid da AAA, e Rey Fénix do SmackDown, com todos anunciando que enfrentariam Page pelo título no Worlds Collide, tornando o combate uma luta fatal four-way.
No Battleground, Dalys e Chik Tormenta, da AAA, foram vistas conversando nos bastidores com a gerente geral do NXT, Ava, e mais tarde, ambas estavam na plateia assistindo à defesa bem-sucedida de Stephanie Vaquer pelo Campeonato Feminino do NXT. Mais tarde naquela noite, houve uma discussão entre Vaquer e Dalys e Tormenta. Dois dias depois, no NXT, Ava anunciou que Vaquer enfrentaria Dalys e Tormenta em uma luta de duplas no Worlds Collide. Lola Vice então apareceu e se ofereceu para ser parceira de duplas de Vaquer no evento, o que Vaquer aceitou. A luta foi então oficialmente marcada.

## Recepção
O evento estabeleceu o recorde da WWE para a maior audiência ao vivo em uma transmissão no YouTube, com 764.389 espectadores, alcançando o pico durante a luta principal.

## Resultados
| Nº                                          | Lutas | Estipulações                                               | Tempo |
| ------------------------------------------- | --- | ---------------------------------------------------------- | ----- |
| 1                                           | Octagón Jr., Aero Star e Mr. Iguana derrotaram Latino World Order (Dragon Lee e Cruz Del Toro) e Lince Dorado | Luta de trios                                              | 14:10 |
| 2                                           | Stephanie Vaquer e Lola Vice derrotaram Chik Tormenta e Dalys                                                 | Luta de duplas                                             | 9:35  |
| 3                                           | Legado Del Fantasma (Angel, Berto e Santos Escobar) derrotou El Hijo de Dr. Wagner Jr., Pagano e Psycho Clown | Luta de trios                                              | 15:00 |
| 4                                           | Ethan Page (c) derrotou Je'Von Evans, Laredo Kid e Rey Fénix                                                  | Luta fatal four-way pelo Campeonato Norte-Americano do NXT | 14:55 |
| 5                                           | El Hijo del Vikingo (c) derrotou Chad Gable                                                                   | Luta individual pelo Mega Campeonato da AAA                | 22:00 |
| (c) – Refere-se aos campeões antes da luta. | |                                                            |       |